# Кондратюк Наталія В'ячеславівна
Ната́лія В'ячесла́вівна Кондратю́к (23 липня 1964, Золотоноша — 12 лютого 2008) — українська журналістка. Заслужений журналіст України (з листопада 2003 року).

## Біографічні відомості
Народилась 23 липня 1964 року у місті Золотоноші Черкаської області. У 1988 році закінчила факультет журналістики Київського національного університету імені Тараса Шевченка. З 1987 по 1993 рік працювала в редакції інформації «УТН». Потім — коментаторкою програм «Вікна», «Вісті», Телевізійне інформаційне агентство «Вікна», ММЦ «Інтерньюз».
З 1994 року очолювала бюро російського ОРТ в Україні. До літа 2007 року працювала ведучою інформаційно-аналітичної програми та шеф-редакторкою київського відділення телеканалу «Україна». 

Могила Наталії Кондратюк

В останній період життя лежала в лікарні із хворобою печінки. Померла 12 лютого 2008 року. Причиною смерті став тромб. Похована в Києві на Байковому кладовищі (ділянка № 49а).